# Contea di Huimin
La contea di Huimin (惠民县S, Huìmín XiànP) è una contea della Cina, situata nella provincia dello Shandong e amministrata dalla prefettura di Binzhou.